# Melanippo (figlio di Icetaone)
Melanippo (in greco antico Μελάνιππος Melànippos) era un personaggio della mitologia greca, figlio di Icetaone e personaggio dell'Iliade (XV, v. 576), fu un guerriero troiano.

## Mitologia
Melanippo fu ucciso da Antiloco nell'azione bellica descritta nel libro XV dell'Iliade, relativo al Contrattacco dalle navi, ai versi 576 e seguenti.
()
Un fatto importante da notare tuttavia è che nell'Iliade appaiono ben tre eroi chiamati "Melanippo", tutti e tre uccisi in canti diversi e da eroi diversi (iliade 8, 273-277; 15, 572-584; 16, 692- 697). Questa particolarità è usata dai sostenitori di Omero come non un poeta, ma un insieme di poeti, a loro vantaggio nella questione Omerica, vedendo i tre eroi come uno solo ucciso tre volte e non tre, quindi una delle tante "sbavature" lasciate da un tempo i canti erano forse slacciati.